# 拳上2023 終於之戰
《拳上2023 終於之戰》（英語：The Cage 2023），台灣拳擊賽事，於2023年7月5日在台北小巨蛋舉行，由加密貨幣公司JPEX主辦，鍇睿行銷承辦，「館長」陳之漢則擔任賽事顧問及總教練。
《拳上2023》的主要對決為香港「富四代」鍾培生與網路紅人Toyz（劉偉健），兩人曾經因電競合約問題多次對簿公堂。鍾培生及Toyz分別獲得1000萬及300萬港元的拳酬獲邀出戰。其餘對戰組合包括「反骨男孩」孫生對戰網紅小哥哥艾理、健身網紅Peeta葛格對戰饒舌歌手6yi7、職業女拳手王靖欣對戰林品足、以及泰拳選手王郁人對戰澳門微辣演員Black Joe。
表演嘉賓包括玖壹壹、高爾宣、五堅情、郭書瑤及樂天女孩等。
賽事除了實體票，亦於中華電信Hami Video「C@T網紅館」提供付費線上直播。

## 簡介
Toyz與鍾培生的恩怨由來已久，最早可追溯於2014年，香港工廈大王第四代鍾培生重金邀約當時的前《英雄聯盟》世界冠軍選手Toyz加入旗下的Hong Kong Esports（HKE），簽約10年。後來由於雙方不合，Toyz單方面宣佈已結束與HKE的合約，並在Facebook暗示被鍾培生強逼打假賽。其後鍾培生一方不同意對方指控並對簿公堂，Toyz需要支持高昂解約金才能離開，否則面臨被雪藏的命運。其後Toyz於2019年出版自傳《我是傳奇》提及鍾培生的部份卻遭鍾控告，需賠償對方22萬港幣。
2021年，鍾培生與香港網紅林作在網上展開激烈罵戰，其後促成《培生擂台：無敵盃》兩人之對決，大受歡迎且門票全數售罄，當時鍾培生僅以點數勝出。
2023年，Toyz與台灣網紅「館長」陳之漢出現糾紛，兩人在網上罵戰，間接促成《拳上2023》的舉辦，主辦方邀來與Toyz恩怨甚深的鍾培生對決。其後兩人一度在直播通話中有講有笑，並互相寒暄，因此兩人的恩怨被質疑為演戲。7月4日，在拳賽開始前一天，兩人在過磅中發生肢體衝突，兩人對視時鍾培生突然偷襲掌摑Toyz，其後兩人被拉開。其後Toyz表示不齒對方偷襲，鍾培生則指此舉為保護自己的家人。

## 賽程
| 場次   | 紅方                            | 藍方                                 | 規則               | 獲勝方    | 判決            |
| ------ | ------------------------------- | ------------------------------------ | ------------------ | --------- | --------------- |
| 第一戰 | 王郁人 （職業泰拳運動員兼教練） | Black Joe （澳門微辣演員、泰拳教練） | 泰拳規則 3回合90秒 | Black Joe | UD（一致判決）  |
| 第二戰 | 王靖欣 （職業女子拳擊運動員）   | 林品足 （職業女子拳擊運動員）        | 3回合 90秒         | 王靖欣    | SD（分歧判決）  |
| 第三戰 | Peeta葛格 （健身YouTuber）      | 6yi7 （饒舌歌手）                    | 3回合 90秒         | Peeta葛格 | SD（分歧判決）  |
| 第四戰 | 孫生 （網紅、「反骨男孩」成員） | 小哥哥艾理 （網紅）                  | 3回合 90秒         | 孫生      | UD（一致判決）  |
| 主秀   | 鍾培生                          | Toyz                                 | 6回合 2分鐘        | 鍾培生    | TKO（技術擊倒） |

## 賽果
賽事焦點為「主秀」鍾培生對Toyz一戰，而第四戰孫生對小哥哥艾理的對決亦引起關注。
據指孫生曾經「隆鼻」，因此會成為一大弱點，雙方最終均以頭套作賽。然而，賽前被看低一線的孫生卻使用「殭屍流」打法，不斷搶攻對方，縱使體力急速下滑仍能維持積極出拳，將艾理壓制僅得零星反擊，結果孫生獲一致裁定勝出。
焦點大戰鍾培生對Toyz，雙方進行6回合各兩分鐘的激戰。前兩回合均有來有回，鍾選擇試探性的打法，反之Toyz積極出擊。然而，來到第四回合，Toyz由於前面回合過度進取，體力已不支，被鍾培生多次擊中，最終倒地，並被判定TKO（技術擊倒）失去資格，最終由鍾培生以壓倒性姿態獲勝。

## 後續
僅於兩個月後，拳賽主辦機構JPEX被香港證監會點名指責手法可疑，隨即發生客戶無法提款事件，爆發詐騙案。其後調查過程發現，JPEX舉辦本次拳賽的資金均由挪用客戶存款而得來。